# Elliot Page
Pour les articles homonymes, voir Page.
Elliot Page est une personnalité canadienne célèbre pour ses interprétations à la télévision et au cinéma,  née le 21 février 1987 à Halifax, en Nouvelle-Écosse, et d'abord connue sous le nom d'Ellen Page avant son coming out trans et non binaire en 2020.
Le grand public découvre Page à la suite du succès de deux films indépendants : le thriller horrifique Hard Candy (2005) et la comédie dramatique Juno (2007). Son interprétation dans ce long-métrage lui vaut une nomination aux Oscars 2008 dans la catégorie meilleure actrice.
Son rôle de Kitty Pryde dans la franchise X-Men (2006-2014) et sa participation au blockbuster Inception (2010) de Christopher Nolan confirment sa stature internationale alors que, parallèlement, Page reste fidèle au cinéma indépendant américain mais sans grand succès commercial.
Page s'éloigne ensuite de Hollywood en jouant (voire produisant) des films à petit budget. En 2019, les séries Umbrella Academy et Les Chroniques de San Francisco marquent son retour.

## Biographie

### Jeunesse et formation
Elliot Page naît le 21 février 1987 à Halifax, en Nouvelle-Écosse au Canada. Ses parents, Martha Philpotts, enseignante, et Dennis Page, graphiste et designer, lui donnent pour prénoms Ellen Grace. Encore bébé au moment du divorce de ses parents, Page passe son enfance en alternance entre les maisons de sa mère et de son père,, à Halifax, avec une scolarité à la Halifax Grammar School, suivie par des études secondaires à la Queen Elizabeth High School puis à l'École privée Shambhala en 2005. Page passe également deux ans à Toronto, en Ontario, dans le cadre du programme Interact au Vaughan Road Academy, avec un ami proche et collègue, l'acteur canadien Mark Rendall,,.
Page indique dans un entretien avec Oprah Winfrey qu'à l'âge de neuf ans, « je me sentais comme un garçon… Je voulais être un garçon. »
Il aime jouer au football avec les équipes de garçons ainsi qu'au hockey de rue. Il se coupe les cheveux très courts, et demande les jouets pour garçons lorsqu'il mange un Happy Meal. Il se rend compte durant son adolescence qu'il est attiré par les filles plus que par les garçons. Au lycée, il écrit un long article sur l'absurdité d'un système de genre binaire.

### Débuts précoces au Canada (1997-2004)
Alors connu comme une jeune fille, Page commence sa carrière à l'âge de dix ans en interprétant le rôle de Maggie Maclean, dans la série télévisée Pit Pony, qui fera l'objet d'un téléfilm deux années plus tard. Son interprétation lui vaut des nominations pour le prix Gemini de la meilleure actrice dans un programme pour enfant et le Young Artist Award de la meilleure actrice dans une série dramatique. S'ensuit un rôle récurrent dans la série télévisée Trailer Park Boys.
Cette première expérience lui permet de tourner dans des films indépendants au Canada comme Marion Bridge (prix du meilleur premier film canadien au festival de Toronto), Love That Boy et Wilby Wonderful, film choral de Daniel MacIvor présenté au festival de Toronto en 2004. Ses interprétations lui valent respectivement le prix ACTRA et le prix de la meilleure actrice à l'Atlantic Film Festival, ainsi que le prix Gemini de la meilleure actrice dans une émission pour enfants pour Mrs. Ashboro's Cat (2004) et celui de la meilleure actrice dans un second rôle pour la série dramatique ReGenesis (2005).

### Révélation critique et commerciale (2005-2008)

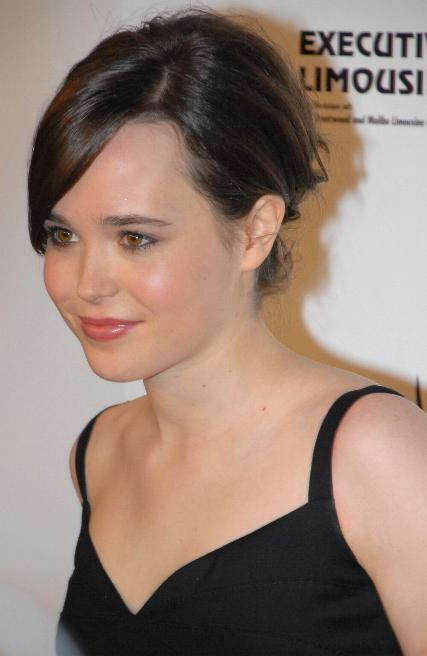
E. Page au Hollywood Life Magazine's Annual Breakthrough Awards, le 9 décembre 2007, à la suite du succès mondial de Juno.
Page indiquera plus tard avoir voulu porter un costume pour les soirées promotionnelles et avoir beaucoup souffert des pressions de la production, qui lui a imposé de porter une robe.

Le public international découvre Page grâce à son incarnation de Hayley Stark dans le film Hard Candy, thriller psychologique de David Slade, présenté au festival du film de Sundance 2005 et qui rencontre un important succès d'estime. Son rôle d'adolescente prenant un éphébophile à son propre piège, lui vaut les éloges de nombreuses critiques dont USA Today, qui qualifie sa prestation comme « l'une des interprétations les plus complexes, dérangeantes et obsédantes de l'année ».
Les portes des blockbusters lui sont dorénavant ouvertes : en 2006, Page partage l'affiche de X-Men : L'Affrontement final de Brett Ratner avec de nombreuses stars comme Hugh Jackman, Famke Janssen ou encore Halle Berry, incarnant Kitty Pryde, surnommée Shadowcat.
La jeune star reste malgré tout fidèle au cinéma indépendant avec des participations à des œuvres telles que The Tracey Fragments et An American Crime dans le rôle d'une jeune fille battue et torturée à mort. Ces deux films connaissent un franc succès critique mais une distribution extrêmement limitée, car uniquement diffusés dans les festivals de cinéma, puis sortis dans très peu de salles et disponibles directement en vidéo ou diffusés à la télévision[réf. nécessaire].
Mais c'est en 2007 que Page combine de façon inattendue succès critique et commercial avec la comédie Juno, seconde réalisation de Jason Reitman. Son interprétation lui vaut une nomination aux Golden Globes, aux British Academy Film Awards et aux Oscars en 2008, dans la catégorie de la meilleure actrice. Les MTV Movie Awards lui décernent la récompense de meilleure actrice en juin 2008[réf. nécessaire].
La même année, la jeune célébrité canadienne apparaît dans les colonnes du magazine Time parmi les 100 célébrités les plus influentes et se positionne à la 61e place du classement FHM des 100 femmes les plus sexy au monde.
Toujours en 2008, Page, qui se décrit alors comme féministe pro-choix,, est l'une des 30 célébrités intervenant dans une série d'annonces en ligne pour l'U.S. Campaign for Burma, appelant à la fin de la dictature militaire en Birmanie, puis participe à des projets de permaculture à Lost Valley Educational Center.

### Confirmation hollywoodienne (2008-2010)

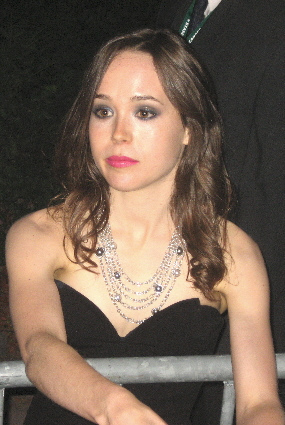
E. Page lors de la première projection de Bliss au Festival international du film de Toronto, en 2009.

Cherchant à se démarquer des « rôles stéréotypés et sexistes pour adolescentes » [réf. nécessaire], Page joue ensuite aux côtés de Dennis Quaid et Sarah Jessica Parker dans Smart People de Noam Murro dans le rôle d'une adolescente surdouée et cynique.
Ses apparitions dans des programmes télévisés prestigieux (invitation dans l'émission humoristique Saturday Night Live, interprétation d'Alaska Nebraska dans la série d'animation Les Simpson) confirment son statut de star [réf. nécessaire].
En 2009, Page incarne une adolescente paumée qui découvre un univers inconnu : le roller derby dans le film Bliss (Whip It!), première réalisation de Drew Barrymore.
L'année suivante, un premier rôle d'adulte lui est offert dans le thriller Inception, écrit et réalisé par Christopher Nolan. Ce blockbuster obtient un succès public et critique dans le monde entier. Toujours en 2010, la comédie satirique Super, écrite et réalisée par James Gunn, lui permet de retrouver Rainn Wilson après Juno. Le tandem est entouré de Liv Tyler, Kevin Bacon et Nathan Fillion, pour ce film indépendant, variation adulte et noire des films de super-héros[réf. nécessaire].

### Production, cinéma indépendant et télévision (années 2010)
En 2012, Page fait partie de la distribution internationale de la comédie romantique To Rome with Love de Woody Allen, avant d'apparaître l'année suivante à l'affiche du thriller à petit budget The East de Zal Batmanglij, co-produit et co-scénarisé par Brit Marling, qui joue également le rôle principal[réf. nécessaire].
Beyond: Two Souls, développé par Quantic Dream et édité par Sony Computer Entertainment en 2013, lui permet de connaître un large succès critique et commercial en dehors du cinéma, via le prêt de sa voix et de son physique à l'héroïne de ce jeu vidéo[réf. nécessaire].

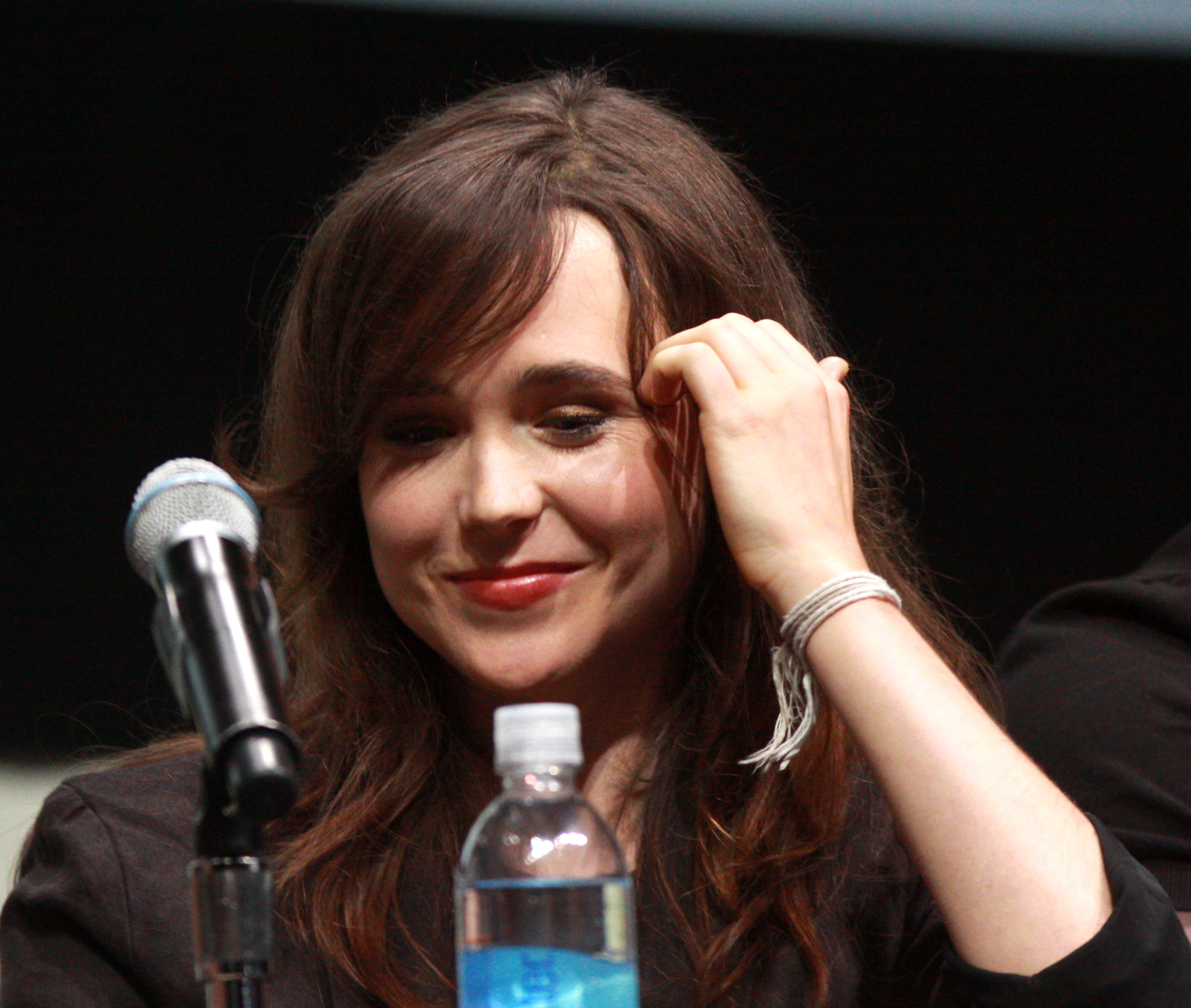
E. Page au Comic-Con de San Diego 2013 pour la promotion de X-Men: Days of Future Past.

En mai 2014, la star canadienne réendosse le rôle de Kitty Pryde / Shadowcat dans X-Men: Days of Future Past, réalisé par Bryan Singer. En décembre de la même année, lors d'une lecture publique de L'Empire contre-attaque, Page tient le rôle de Han Solo et donne la réplique à Jessica Alba, qui joue Leia Organa.
Miss Stevens, un film indépendant avec Anna Faris dans le rôle-titre, est sa première réalisation en 2015.
Le 1er novembre 2017, le Los Angeles Times annonce que six femmes dont Olivia Munn et Natasha Henstridge accusent le réalisateur-producteur Brett Ratner de harcèlement, d'agression sexuelle et de viol,. Page dénonce alors les propos humiliants de Brett Ratner sur le tournage de X-Men : L'Affrontement final : le réalisateur aurait publiquement conseillé à une femme de dix ans son aînée de « la baiser pour lui faire réaliser qu'elle est gay ».
À partir de 2015, la star s'investit dans la production de films dans lesquels elle joue également. Dans le cadre de sa première production, le film indépendant Free Love réalisé par Peter Sollett, Page prête ses traits à la compagne d'une inspectrice de police interprétée par Julianne Moore. Les critiques sont cependant mitigées. Le film indépendant canadien Into the Forest est sa deuxième production, avec le rôle d'une adolescente qui tente de survivre avec sa sœur, incarnée par Evan Rachel Wood, dans un futur post-apocalyptique[réf. nécessaire].
L'année suivante, la comédie dramatique à petit budget Tallulah, produite pour la plateforme Netflix, voit Page partager l'affiche avec Allison Janney, avant de prêter sa voix à deux films d'animation, Window Horses et Ma vie de courgette (en version anglaise)[réf. nécessaire]. Toujours en 2016, la star canadienne co-produit et anime la série documentaire Gaycation qui part à la rencontre de communautés LGBTQ+ à travers le monde.
En 2017, Page tient le rôle principal de plusieurs longs métrages et prend en charge leur production : la romance My Days of Mercy, réalisé par Tali Shalom Ezer, le film d'horreur The Cured de David Freyne et le thriller psychologique L'Expérience interdite : Flatliners de Niels Arden Oplev, qui est un flop critique et commercial[réf. nécessaire].
Page se tourne alors de nouveau vers les rôles de super-héros. En 2018, le projet de film de Tim Miller, le réalisateur de Deadpool, consacré à Kitty Pryde, retient son attention  mais il est finalement abandonné. En 2019, la série Umbrella Academy, centrée sur une famille dysfonctionnelle de super-héros, produite pour Netflix et adaptée du comic book éponyme publié chez Dark Horse Comics, lui permet de renouer avec le succès auprès du grand public,. Sa collaboration avec cette plateforme se poursuit avec sa participation à la série Les Chroniques de San Francisco.

### Poursuite de carrière après sa transition (années 2020)
Après avoir annoncé sa transition, Page reprend son rôle dans la saison 3 d'Umbrella Academy, diffusée en 2022. Le personnage qu'il incarne transitionne également et prend le nom de Viktor.
En 2023, Elliot Page incarne dans Close to You un jeune homme trans qui revient dans sa famille à l'occasion de l'anniversaire de son père.
Début 2025, Elliot Page intègre la distribution du film The Odyssey de Christopher Nolan, retrouvant le réalisateur 15 ans après Inception.

### Vie privée

#### Coming out lesbienet mariage
Le 14 février 2014, jour de la Saint-Valentin, Page, qui s'identifie toujours publiquement en tant que femme, annonce son homosexualité à l'occasion d'une soirée de soutien à la jeunesse LGBT organisée par Human Rights Campaign à Las Vegas,. Page se déclare également végane la même année.
De 2015 à septembre 2016, Page fréquente la plasticienne Samantha Thomas avant de rencontrer l'année suivante la danseuse canadienne Emma Portner. Leur mariage a lieu le 3 janvier 2018. Le 27 janvier 2021, le couple annonce sa décision de divorcer, après une séparation survenue lors de l'été 2020.

#### Transition de genre

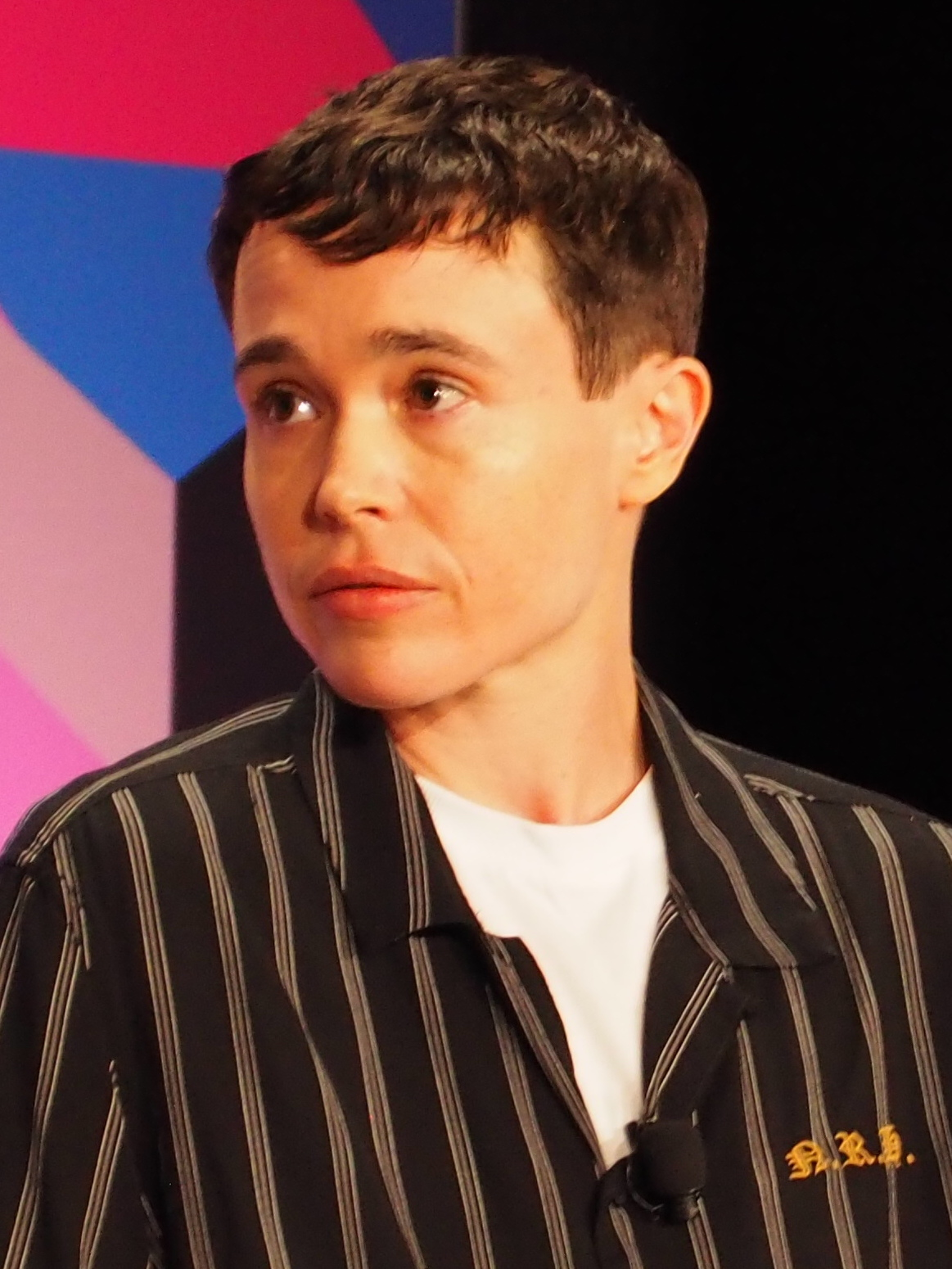
Elliot Page en août 2023.

À l'âge de 9 ans, Page se sent déjà comme un garçon et demande à sa mère quand il pourra en être un. La star a cependant dû assumer une identité féminine en raison des contraintes liées à son début de carrière au cinéma, ce qui lui a causé des dépressions et des troubles alimentaires.
Le 1er décembre 2020, Page fait son coming out trans et non binaire sur son compte Instagram, précisant son choix d'utiliser le prénom « Elliot » et d'être désigné par le pronom masculin « he » ou le pronom épicène « they »,,,. Il explique alors que sa décision de parler ouvertement de son identité de genre était en partie motivée par la pandémie de Covid-19 et la rhétorique anti-transgenre en politique et dans l'actualité. Le jour même, son épouse lui exprime son soutien pour sa transition.
Le Premier ministre canadien Justin Trudeau,,, Hillary Clinton et plusieurs célébrités comme Ellen DeGeneres,,, Miley Cyrus, James Gunn et Kumail Nanjiani lui expriment aussi publiquement leur soutien. Le GLAAD, pour qui « Page sera désormais une source d'inspiration pour d'innombrables personnes trans et non binaires », publie un guide de rédaction à l'attention des journalistes pour leur expliquer comment décrire la transition de Page et sa nouvelle identité. Netflix annonce être « fier de notre super-héros » et change son nom dans les crédits de sa bibliothèque de streaming.
En mars 2021, Page devient le premier homme ouvertement transgenre à faire la couverture du magazine Time sous l'objectif du photographe transgenre, Wynne Neilly (en). Page révèlera à Oprah Winfrey en avril 2021 que son coming out était consécutif à une mastectomie et que celle-ci avait « sauvé sa vie ».
En mai 2022, le GLAAD décerne un GLAAD Media Award à l'interview d'Elliot Page, réalisée après sa transition, par Oprah Winfrey dans The Oprah Conversation et diffusée sur Apple TV+.

### Autobiographie et travaux liés
En juin 2023, Elliot Page fait paraître ses mémoires sous le titre Pageboy,,. L'ouvrage aborde les enjeux privés et professionnels de sa trajectoire, relatant des insultes homophobes par un acteur non nommé et les humiliations et menaces formulées par Brett Ratner sur le tournage de X-Men : L'Affrontement final en 2006.
Il travaille également sur un documentaire consacré à la transidentité, intitulé Not in My Name.

## Filmographie

### Cinéma

#### Longs métrages
- 2002 : Marion Bridge de Wiebke von Carolsfeld : Joanie
- 2003 : Touch and Go de Scott Simpson : Trish
- 2003 : Love That Boy de Andrea Dorfman : Suzanna
- 2004 : Wilby Wonderful de Daniel McIvor : Emily Anderson
- 2005 : Rebelle Adolescence (Mouth To Mouth), d'Alison Murray : Sherry
- 2005 : Hard Candy de David Slade : Hayley Stark
- 2006 : X-Men : L'Affrontement final (X-Men: The Last Stand) de Brett Ratner : Kitty Pryde / Shadowcat
- 2007 : An American Crime de Tommy O'Haver : Sylvia Likens
- 2007 : Juno de Jason Reitman : Juno MacGuff
- 2007 : The Tracey Fragments de Bruce McDonald : Tracey Berkowitz
- 2007 : The Stone Angel de Kari Skogland : Arlene
- 2008 : Smart People de Noam Murro : Vanessa Wetherhold
- 2009 : Vanishing of the Bees, documentaire de George Langworthy et Maryam Henein : la narratrice
- 2009 : Bliss de Drew Barrymore : Bliss Cavendar / Babe Ruthless
- 2010 : Le Secret de Peacock (Peacock), de Michael Lander : Maggie
- 2010 : 2012: Time For Change, documentaire de Joao G. Amorim : lui-même[67]
- 2010 : Inception de Christopher Nolan : Ariane
- 2010 : Super de James Gunn : Libby / Cramoisette
- 2012 : To Rome with Love de Woody Allen : Monica
- 2013 : The East de Zal Batmanglij : Izzy
- 2013 : Touchy Feely de Lynn Shelton : Jenny
- 2014 : X-Men: Days of Future Past de Bryan Singer : Kitty Pryde / Shadowcat
- 2016 : Free Love de Peter Sollett : Stacie Andree
- 2016 : Into the Forest de Patricia Rozema
- 2016 : Tallulah de Sian Heder : Tallulah[68]
- 2017 : My Days of Mercy de Tali Shalom Ezer : Lucy
- 2017 : The Cured de David Freyne : Abbie
- 2017 : L'Expérience interdite : Flatliners (Flatliners) de Niels Arden Oplev : Courtney
- 2023 : Close to You de Dominic Savage : Sam
- 2026 : The Odyssey de Christopher Nolan

#### Courts métrages
- 2002 : The Wet Season de Martha Ferguson : Jocelyn
- 2014 : Tiny Detectives de Andrew Bush : Détective Ellen

### Télévision

#### Téléfilms
- 1999 : Pit Pony d'Eric Till : Maggie Maclean (crédité Ellen Philpotts-Page)
- 2003 : Mrs. Ashboro's Cat de Don McBrearty : Natalie Merritt
- 2003 : Pour une vie meilleure (Homeless to Harvard: The Liz Murray Story) de Peter Levin : Lisa, jeune
- 2003 : Prise au piège (Going for Broke) de Graeme Campbell : Jennifer
- 2004 : Fantôme.com (I Downloaded a Ghost) de Kelly Sandefur : Stella Blackstone
- 2011 : Tilda de Bill Condon : Carolyn

#### Séries télévisées
- 1997 : Pit Pony : Maggie MacLean - 29 épisodes (crédité Ellen Philpotts-Page)
- 2001 : Trailer Park Boys : Treena Lahey - 5 épisodes[n 2] (crédité Ellen Philpotts-Page)
- 2002 : Rideau Hall : Helene - 1 épisode
- 2004 : ReGenesis : Lilith Sandstrom - 8 épisodes
- 2008 : Saturday Night Live : lui-même[69] - 1 épisode
- 2009 : Les Simpson (The Simpsons) : Alaska Nebraska (voix) - épisode Une adresse chic
- 2011 : Glenn Martin DDS : Robot Assistant - 1 épisode
- 2012 : Les Griffin (Family Guy) : Lindsey (voix) - 1 épisode
- 2019-2024 : Umbrella Academy (The Umbrella Academy) : Vanya Hargreeves[70] puis Viktor Hargreeves[71],[72] - 36 épisodes (rôle principal)
- 2019 : Les Chroniques de San Francisco (Tales of the City) : Shawna Hawkins

### Jeu vidéo
- 2013 : Beyond: Two Souls du studio Quantic Dream : Jodie Holmes[73],[74]

## Publications
- Elliot Page (trad. Marie Brazilier), Pageboy : autoportrait d’un artiste, éditions Kero., 2023, 320 p.

## Distinctions
Sauf indication contraire, les informations mentionnées dans cette section peuvent être confirmées par la base de données cinématographiques IMDb,  présente dans la section « Liens externes ».

### Récompenses
- Prix ACTRA 2003 : meilleure interprétation féminine pour Marion Bridge

- Atlantic Film Festival Awards (en) 2004 : meilleure actrice pour Wilby Wonderful
- Prix Gemini 2004 : meilleure interprétation dans un programme pour enfant ou une série jeune public pour Mrs. Ashboro's Cat

- Prix Gemini 2005 : meilleur second rôle féminin dans une série dramatique pour ReGenesis (épisode Black Out)

- Atlantic Film Festival Awards 2007 : meilleure actrice pour The Tracey Fragments
- Austin Film Critics Association Awards 2007 : meilleure actrice pour Hard Candy
- Chicago Film Critics Association Awards 2007 : meilleure actrice pour Juno
- Festival international du film de Santa Barbara 2007 : Virtuoso Award
- Florida Film Critics Circle Awards 2007 : 
  - Pauline Kael Breakout Award (révélation)
  - Meilleure actrice pour Juno
- Gotham Independent Film Awards 2007 : Breakthrough Award
- Hollywood Film Awards 2007 : meilleure actrice pour Juno
- Las Vegas Film Critics Society Awards 2007 : meilleure actrice pour Juno
- National Board of Review Awards 2007 : meilleure interprétation féminine pour Juno
- Phoenix Film Critics Society Awards 2007 : Breakthrough on Camera pour Juno
- Toronto Film Critics Association Awards 2007 : meilleure actrice pour Juno (ex æquo avec Julie Andrews, pour Loin d'elle)
- Satellite Awards 2007 : meilleure actrice dans un film musical ou une comédie pour Juno
- Washington DC Area Film Critics Association Awards 2007 : meilleure actrice pour Juno

- Canadian Comedy Awards (en) 2008 : meilleure actrice pour Juno
- Central Ohio Film Critics Association Awards 2008 : meilleure actrice pour Juno
- Film Independent's Spirit Awards 2008 : meilleure actrice pour Juno
- Teen Choice Awards 2008 : meilleure actrice pour Juno
- MTV Movie Awards 2008 : meilleure interprétation féminine pour Juno
- Vancouver Film Critics Circle Awards 2008 : meilleure actrice pour The Tracey Fragments
- Young Hollywood Awards 2008 : Hottest, Coolest Young Veteran - Female

- Saturn Awards 2022 : meilleur second rôle masculin dans un programme en streaming pour Umbrella Academy

### Nominations

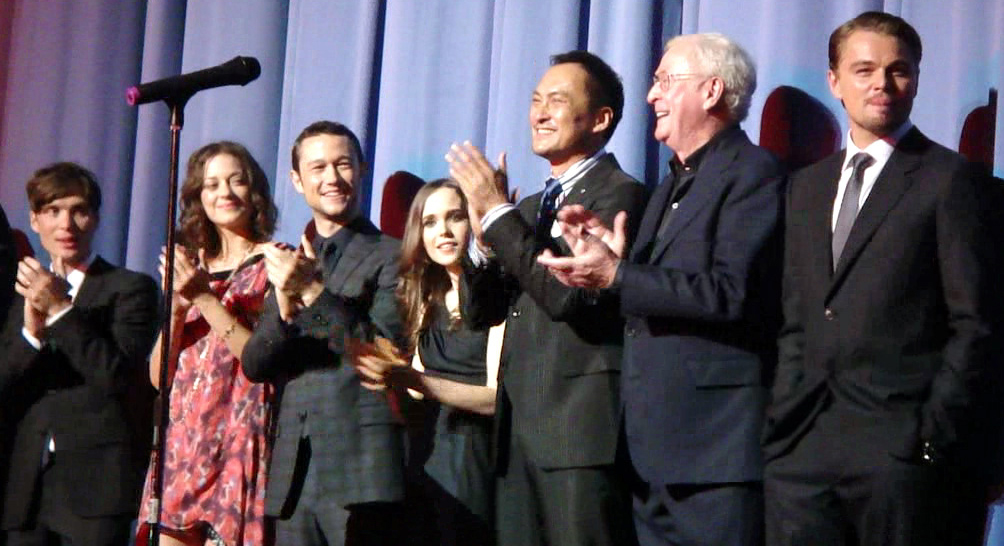
Cillian Murphy, Marion Cotillard, Joseph Gordon-Levitt, E. Page, Ken Watanabe, Michael Caine et Leonardo DiCaprio, lors de la première du film Inception (2010)

- Prix Gemini 2000 : meilleure interprétation dans un programme pour enfant ou une série pour jeune public pour Pit Pony

- Young Artist Awards 2002 : meilleure jeune actrice dans une série télévisée dramatique pour Pit Pony

- Prix Gemini 2003 : meilleure distribution d'ensemble dans un programme ou une série comique pour Trailer Park Boys partagée avec John Paul Tremblay, Barrie Dunn, Lucy Decoutere, Sarah Dunsworth, Shelley Thompson, Sam Tarasco, Jonathan Torrens, Patrick Roach, John Dunsworth, Cory Bowles, Robb Wells, Michael Jackson et Mike Smith

- Prix Génie 2005 : meilleure actrice dans un second rôle pour Wilby Wonderful

- Prix Génie 2006 : meilleure actrice dans un second rôle pour The Tracey Fragments

- Chlotrudis Awards 2007 : meilleure actrice pour Hard Candy
- Dallas-Fort Worth Film Critics Association Awards 2007 : meilleure actrice pour Juno
- Empire Awards 2007 : meilleur espoir féminin pour Hard Candy
- Online Film Critics Society Awards 2007 : meilleure prestation pour Hard Candy
- San Diego Film Critics Society Awards 2007 : meilleure actrice pour Juno
- Screen Actors Guild Awards 2007 : meilleure actrice pour Juno

- British Academy Film Awards 2008 : 
  - Révélation
  - Meilleure actrice pour Juno
  - Critics' Choice Movie Awards 2008 :
  - Meilleure actrice pour Juno
  - Meilleure distribution pour Juno, partagé avec Allison Janney, Jennifer Garner, Jason Bateman, J. K. Simmons, Michael Cera et Olivia Thirlby
- Central Ohio Film Critics Association Awards 2008 : meilleure actrice pour Juno
- Chlotrudis Awards 2008 : meilleure actrice pour Juno
- Empire Awards 2008 : meilleure actrice pour Juno
- Golden Globes 2008 : meilleure actrice dans un film musical ou une comédie pour Juno
- MTV Movie Awards 2008 : meilleur baiser pour Juno, partagé avec Michael Cera
- National Movie Awards 2008 : meilleure actrice pour Juno
- New York Film Critics Circle Awards 2008 : meilleure actrice pour Juno
- Online Film Critics Society Awards 2008 : meilleure actrice pour Juno
- Oscars 2008 : meilleure actrice pour Juno
- Prix Génie 2008 : meilleure actrice pour The Tracey Fragments

- Empire Awards 2009 : meilleure actrice pour Juno

- Washington DC Area Film Critics Association Awards 2010 : meilleure distribution pour Inception partagé avec Ken Watanabe, Talulah Riley, Leonardo DiCaprio, Joseph Gordon-Levitt, Tom Hardy, Cillian Murphy, Dileep Rao, Michael Caine, Lukas Haas, Pete Postlethwaite, Tom Berenger et Marion Cotillard

- Central Ohio Film Critics Association Awards 2011 : meilleure distribution d'ensemble pour Inception, partagé avec Leonardo DiCaprio, Joseph Gordon-Levitt, Tom Hardy, Ken Watanabe, Cillian Murphy, Dileep Rao, Michael Caine, Pete Postlethwaite, Tom Berenger, Lukas Haas, Talulah Riley et Marion Cotillard
- MTV Movie Awards 2011 : meilleur baiser pour Inception partagé avec Joseph Gordon-Levitt
- People's Choice Awards 2011 : meilleure distribution pour Inception partagé avec Tom Hardy, Leonardo DiCaprio, Joseph Gordon-Levitt, Dileep Rao et Michael Caine
- Saturn Awards 2011 : meilleure actrice pour Inception

- Teen Choice Awards 2019 : meilleure actrice dans une série de science-fiction/fantastique pour The Umbrella Academy

## Voix francophones
Elliot Page est principalement doublé en français par Jessica Monceau depuis An American Crime (2007) et notamment dans Juno, Bliss, Inception, Beyond: Two Souls, Tallulah, Umbrella Academy et Les Chroniques de San Francisco. Pour la troisième saison d'Umbrella academy, Netflix décide de confier le doublage de la voix à Jean-Baptiste Maunier.
Elliot Page a également été doublé par Barbara Kelsch dans X-Men : L'Affrontement final et X-Men: Days of Future Past ainsi qu'à titre exceptionnel par Léopoldine Serre dans ReGenesis, Karine Foviau dans Hard Candy, Anouck Hautbois dans Super, Maia Baran dans The East, Juliette Allain dans Free Love, et par Rose-Hélène Michon dans The Cured.
Au Québec, Elliot Page a été doublé par Karine Vanasse dans Dur à croquer et L'ange de pierre ainsi que par Annie Girard dans Ça roule et Origine.